# Philip Bourneuf
Philip (Hilaire) Bourneuf est un acteur américain, né le 7 janvier 1908 à Somerville (Massachusetts), mort le 23 mars 1979 à Santa Monica (Californie).

## Biographie
Très actif au théâtre, Philip Bourneuf joue notamment dès 1934 à Broadway (New York), où l'on peut citer Richard III de William Shakespeare (1943, avec George Coulouris et Mildred Dunnock), Le Complexe de Philémon de Jean Bernard-Luc (1951, avec Robert Cummings et Ann Sothern) et La Machine infernale de Jean Cocteau (1958, avec Claude Dauphin et June Havoc).
Les deux dernières de ses pièces à Broadway — auxquelles s'ajoutent deux comédies musicales et une revue — sont Caligula d'Albert Camus (1960, avec Ed Binns et Colleen Dewhurst) et Un grand avocat d'Henry Denker (1963-1964, avec Sidney Blackmer et Van Heflin).
Au cinéma, il contribue à seulement quatorze films américains, les trois premiers sortis en 1944, dont le court métrage Salut à la France de Jean Renoir et Garson Kanin (avec Claude Dauphin et Burgess Meredith), ainsi que le long métrage Winged Victory de George Cukor (avec Lon McCallister et Jeanne Crain, Philip Bourneuf y reprenant son rôle créé à Broadway en 1943, dans la pièce éponyme adaptée).
Suivent entre autres Jeanne d'Arc de Victor Fleming (1948, avec Ingrid Bergman dans le rôle-titre, lui-même personnifiant Jean d'Estivet), L'Invraisemblable Vérité de Fritz Lang (1956, avec Dana Andrews et Joan Fontaine) et L'Arrangement d'Elia Kazan (1969, avec Kirk Douglas et Faye Dunaway).
Ses deux derniers films sortent en 1972, dont Peter et Tillie (avec Walter Matthau et Carol Burnett dans les rôles-titre) de Martin Ritt, déjà croisé plusieurs fois à Broadway (dès 1943, dans Winged Victory précitée) comme au grand écran.
À la télévision américaine, il apparaît dans soixante séries, la première en 1949 (dédiée à l'Actors Studio, dont il était alors membre). Ultérieurement, mentionnons Alfred Hitchcock présente (deux épisodes, 1958-1961), Perry Mason (trois épisodes, 1960-1965) et Search  (un épisode, 1972).
Au petit écran toujours — où il participe aussi à sept téléfilms entre 1953 et 1975 —, Philip Bourneuf tient son dernier rôle dans la mini-série Captains and the Kings, diffusée en 1976 (trois ans avant sa mort à 71 ans, en 1979).

## Théâtre à Broadway (intégrale)
(pièces, sauf mention contraire)
- 1934 : The Night Remembers de Martha Madison : Jim
- 1935-1937 : Rue sans issue (en) (Dead End) de (et mise en scène par) Sidney Kingsley, production et décors de Norman Bel Geddes : un interne
- 1936 : Ten Million Ghosts de (et mise en scène par) Sidney Kingsley : Lessay
- 1937-1938 : The Fireman's Flame, comédie musicale, musique de Richard Lewine, lyrics de Ted Fetter, livret de John Van Antwerp : Adolphus Vanderpool
- 1938 : On the Rocks de George Bernard Shaw : Sir Arthur Chavender
- 1939 : One for the Money, revue, musique de Morgan Lewis, lyrics et sketches de Nancy Hamilton, chorégraphie de Robert Alton, décors et costumes de Raoul Pène Du Bois : le père / M. Marbury / le cinquième roi / M. Lippencott / M. Ernest Sprockett / Dick McQuade
- 1940 : Medicine Show d'Oscar Saul et H. R. Hays, musique de scène d'Hanns Eisler, mise en scène de Jules Dassin : Jackson
- 1941 : Un enfant du pays (Native Son), adaptation par Paul Green et Richard Wright du roman éponyme de Richard Wright, mise en scène d'Orson Welles, production de John Houseman et Orson Welles : le procureur de district Buckley
- 1941 : Comme il vous plaira (As You Like It) de William Shakespeare : Jacques
- 1942 : The Rivals de Richard Brinsley Sheridan : Sir Lucius O'Trigger
- 1942 : The Strings, My Lord, Are False de Paul Vincent Carroll, mise en scène d'Elia Kazan : Jerry Hoare
- 1943 : The Moon Vine de Patricia Coleman, mise en scène de John Cromwell, décors et costumes de Lucinda Ballard : Ovid Carter
- 1943 : Richard III (King Richard III) de William Shakespeare, mise en scène de George Coulouris : Henry Stafford (rôle repris en 1949)
- 1943-1944 : Winged Victory de (et mise en scène par) Moss Hart, costumes d'Howard Shoup : le colonel Gibney
- 1944 : Yellow Jack de Sidney Howard et Paul De Kruif, mise en scène de Martin Ritt : Dr Carlos Finlay (rôle repris en 1947)
- 1946 : Flamingo Road de Robert et Sally Wilder : Dan Curtis
- 1946-1947 : Henri VIII (King Henry VIII) de William Shakespeare : le premier chroniqueur (prologue)
- 1946-1947 : What Every Woman Knows de J. M. Barrie : David Wylie (rôle repris en 1954-1955)
- 1946-1947 : Androclès et le Lion (Androcles and the Lion) de George Bernard Shaw, musique de scène de Marc Blitzstein : César
- 1946-1947 : A Pound on Demand de Seán O'Casey, mise en scène de Victor Jory : Jerry
- 1947 : Alice au pays des merveilles (Alice in Wonderland) d'Eva Le Gallienne et Florida Friebus, d'après les écrits de Lewis Carroll, musique de scène de Richard Addinsell, mise en scène d'Eva Le Gallienne : le chevalier blanc
- 1948 : La Danse de mort (The Last Dance) d'August Strindberg, adaptation de Peter Goldbaum et Robin Short : Curtis
- 1949-1950 : Miss Liberty, comédie musicale, musique et lyrics d'Irving Berlin, livret de Robert E. Sherwood, chorégraphie de Jerome Robbins, décors d'Oliver Smith, mise en scène de Moss Hart : Joseph Pulitzer
- 1951 : Le Complexe de Philémon (Faithfully Yours) de Jean Bernard-Luc, adaptation de Ladislaus Bus-Fekete et Mary Helen Fay, mise en scène de Richard Whorf : Dr Peter Wilson
- 1953 : Peines d'amour perdues (Love's Labour's Lost) de William Shakespeare : Holofernes
- 1953 : Le Marchand de Venise (The Merchant of Venice) de William Shakespeare : Antonio
- 1953 : Sur la Terre comme au ciel (The Strong Are Lonely) de Fritz Hochwälder, adaptation d'Eva Le Gallienne : Lorenzo Querini
- 1957 : La Mégère apprivoisée (The Taming of the Shrew) de William Shakespeare, costumes de Dorothy Jeakins, mise en scène de Norman Lloyd : Gremio
- 1958 : La Machine infernale (The Infernal Machine) de Jean Cocteau, adaptation d'Albert Bermel : Tirésias
- 1960 : Caligula d'Albert Camus, adaptation de Justin O'Brien, mise en scène de Sidney Lumet : Cherea
- 1963-1964 : Un grand avocat (A Case of Libel) d'Henry Denker, d'après le roman My Life in Court de Louis Nizer, costumes d'Ann Roth, mise en scène de Sam Wanamaker : le colonel Douglas

## Filmographie

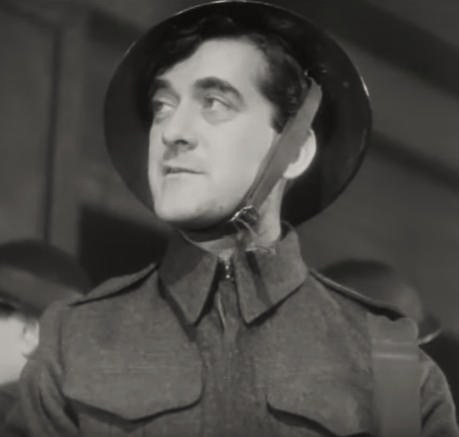
Dans Salut à la France (1944)

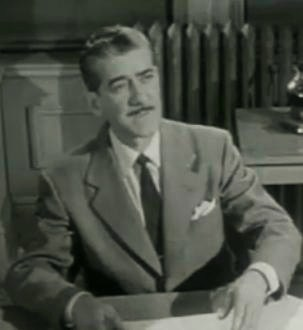
Dans L'Invraisemblable Vérité (1956)

### Cinéma (intégrale)
- 1944 : Ditch and Live (court métrage, réalisateur non connu) : un major
- 1944 : La Victoire des ailes (Winged Victory) de George Cukor : le colonel Gibney
- 1944 : Salut à la France (A Salute to France) de Jean Renoir et Garson Kanin (court métrage) : Tommy, le soldat britannique
- 1948 : Jeanne d'Arc (Joan of Arc) de Victor Fleming : Jean d'Estivet
- 1951 : La Grande Nuit (The Big Night) de Joseph Losey : Dr Lloyd Cooper
- 1952 : Tonnerre sur le temple (Thunder in the East) de Charles Vidor : Newah Khan
- 1956 : L'Invraisemblable Vérité (Beyond a Reasonable Doubt) de Fritz Lang : le procureur de district Roy Thompson
- 1956 : Everything But the Truth de Jerry Hopper : le maire Benjamin « Ben » Parker
- 1962 : Aventures de jeunesse (Hemingway's Adventures of a Young Man) de Martin Ritt : le rédacteur en chef
- 1966 : La Chambre des horreurs (Chamber of Horrors) de Hy Averback : l'inspecteur Matthew Strudwick
- 1969 : L'Arrangement (The Arrangement) d'Elia Kazan : le juge Morris
- 1970 : Traître sur commande (The Molly Maguires) de Martin Ritt : le père O'Connor
- 1972 : The Man de Joseph Sargent : le juge en chef Williams
- 1972 : Peter et Tillie (Pete 'n' Tillie) de Martin Ritt : Dr Willet

### Télévision (sélection)

#### Séries
- 1956-1958 : Gunsmoke ou Police des plaines (Gunsmoke ou Marshal Dillon)
  - Saison 2, épisode 8 Legal Revenge (1956) d'Andrew V. McLaglen : George Basset
  - Saison 3, épisode 23 Wild West (1958) de Richard Whorf : Kelly
- 1958-1961 : Alfred Hitchcock présente (Alfred Hitchcock Presents)
  - Saison 3, épisode 35 Le Plongeon (Dip in the Pool, 1958) d'Alfred Hitchcock : M. Renshaw
  - Saison 7, épisode 12 A Jury of Her Peers (1961) de Robert Florey : George Henderson
- 1960 : One Step Beyond
  - Saison 2, épisode 20 Identité inconnue (Who Are You?) de John Newland : Carl Mason
- 1960-1965 : Perry Mason, première série
  - Saison 3, épisode 14 The Case of the Prudent Prosecutor (1960) de Robert Ellis Miller : Asa Culver
  - Saison 6, épisode 21 The Case of the Lawful Lazarus (1963) de Jesse Hibbs : Edgar Thorne
  - Saison 9, épisode 14 The Case of the Golden Girls (1965) de Jesse Hibbs : Victor Montalvo
- 1962 : Les Accusés (The Defenders)
  - Saison 2, épisode 5 The Unwanted : le juge
- 1962-1963 : La Grande Caravane (Wagon Train)
  - Saison 5, épisode 27 The Swamp Devil (1962) : Joshua
  - Saison 6, épisode 24 The Emmett Lawton Story (1963) de Virgil W. Vogel : Chad Kramer
- 1963 : Ben Casey
  - Saison 2, épisode 26 Father Was an Intern : Dr Vincent Orlando
- 1962-1965 : Le Jeune Docteur Kildare (Dr. Kildare)
  - Saison 1, épisode 28 The Horn of Plenty (1962) de Paul Wendkos : George Prentiss
  - Saison 5, épisode 13 The Life Machine (1965) de Marc Daniels, épisode 17 A Little Child Shall Lead (1965) de Marc Daniels, épisode 18 Hour of Decision (1965) de Marc Daniels et épisode 19 Aftermath (1965) de Marc Daniels : Dr Wickens
- 1965 : Suspicion (The Alfred Hitchcock Hour)
  - Saison 3, épisode 21 The Photographer and the Undertaker : Ernest Sylvester
- 1966 : Les Espions (The F.B.I.)
  - Saison 1, épisode 22 La Conquête de Maude Murdock (The Conquest of Maude Murdock) de Paul Wendkos : Saunders
- 1966 : La Grande Vallée (The Big Valley)
  - Saison 2, épisode 6 Le Martyre (The Martyr) de Virgil W. Vogel : le juge Adam Cross
- 1967 : Brigade criminelle (Felony Squad)
  - Saison 2, épisode 1 Let Him Die! de George McCowan : Benedictus
- 1970 : L'Immortel (The Immortal)
  - Saison unique, épisode 4 Reflections on a Lost Tomorrow de Leslie H. Martinson : Dr Paul Hubner
- 1972 : Lassie
  - Saison 18, épisode 14 Peace Is Our Profession (Part I) d'Ezra Stone : le général Davis
- 1972 : Search
  - Saison unique, épisode 10 Le Dossier Adonis (The Adonis File) de Joseph Pevney : M. Kinser
- 1976 : Captains and the Kings, mini-série, épisode 3 (Chapter III, sans titre) : le père Scanlon

#### Téléfilms
- 1956 : La Mégère apprivoisée (The Taming of the Shrew) de George Schaefer : Baptista Minola
- 1968 : Istanbul Express (de) de Richard Irving : Claude
- 1970 : The Andersonville Trial de George C. Scott : un juge du tribunal militaire
- 1971 : 1994 : Un enfant, un seul (The Lost Child) de John Llewellyn Moxey : Dr Tyler
- 1975 : Babe de Buzz Kulik : M. Icely